# Estola
Estola é um paramento litúrgico cristão, usado por clérigos ordenados nas celebrações litúrgicas, sobre a alva e a sobrepeliz.
É constituída por uma faixa de pano, normalmente de seda, com cerca de 1,5 a 2,0 metros de comprimento e 3 a 4 cm de largura, cujas extremidades podem ser retas ou podem ampliar para fora. O centro da estola é desgastado em torno da parte de trás do pescoço e as duas extremidades pendem paralelas umas às outras na frente, quer ligados uns aos outros ou soltos.
A forma de envergar a estola difere consoante o tipo clérigo ordenado, porquanto os diáconos a usam atravessada, do ombro esquerdo para o lado direito, ao passo que os bispos e presbíteros a usam ao dependuro dos dois ombros.

Estolas papais.

## História
O uso religioso das estolas antecedem o cristianismo. Na bíblia, em êxodo 25:7, Deus manda trazer pedras de ônix e pedras de engaste para a estola sacerdotal, como oferta para o tabernáculo. Entre os povos pré-romanos itálicos há menções do uso desse paramento por sacerdotes umbros nas Tábuas Inguvinas.
A estola afigurava-se originalmente como um lenço ou xaile estreito usado para enxugar o rosto das pessoas, sendo conhecida como orarium, no âmbito do cristianismo, do século IV no Oriente e por volta do século VI no Ocidente. Mais tarde, passou a ser chamada stola - do grego antigo, στολή  (stolé), o que significa "vestido comprido" - no Ocidente. 
Os bispos, os sacerdotes e os diáconos recebiam este ornamento, por ocasião da sua ordenação.

## Decoração
A estola é quase sempre decorada de alguma forma, geralmente com uma cruz ou desenhos/bordados referentes ao tempo litúrgico. Muitas vezes, é decorada com galões contrastantes com bordados e franja. Podem ser-lhe costuras tiras de linho branco ou rendas, na parte de trás do colarinho, a fim de servir de resguardo para o suor.

## Simbolismo

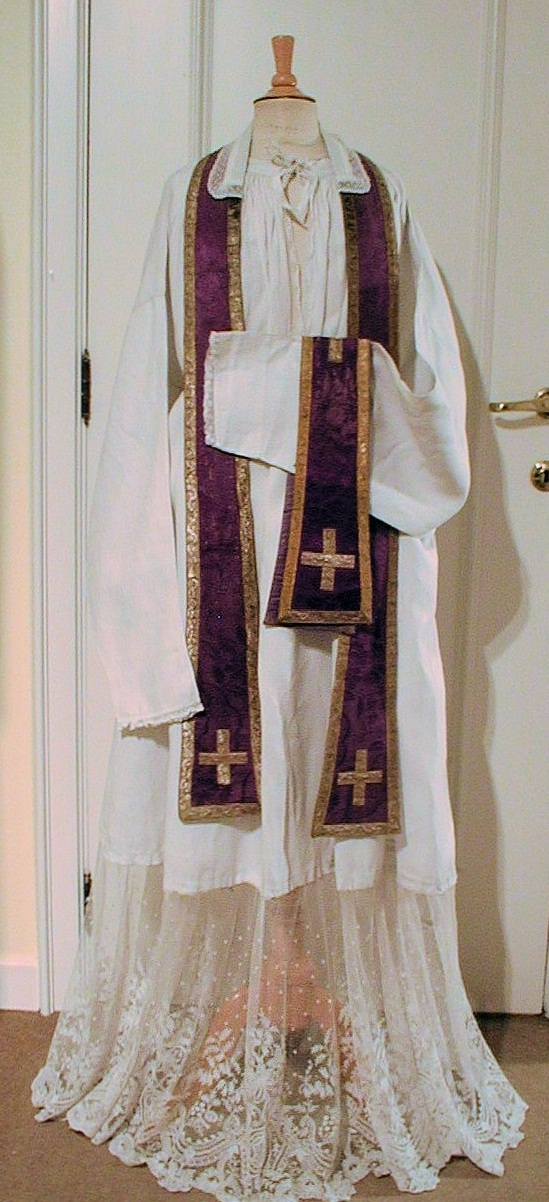
Estola Romana Roxa com Manípulo e alva rendada

Juntamente com o cíngulo e também o manípulo (extinto em algumas localidades), a estola simboliza as amarras e algemas com as quais Jesus estava vinculado durante a sua Paixão. Também representa o poder e autoridade do sacerdote na celebração litúrgica.

## Cores litúrgicas
As cores litúrgicas utilizadas para a estola e outras vestes da Igreja Romana são indicados na Instrução Geral do Missal Romano, n. 308. Assim, podem ser:
- Branca ou Dourada: nas festas de Nosso Senhor, no Tempo do Natal, no Tempo Pascal, nas festas de Nossa Senhora, na Dedicação de uma igreja ou de um altar e nas festas dos santos não mártires;
- Vermelha: no Domingo de Ramos, Sexta-feira Santa, Domingo de Pentecostes, e em festas de santos mártires e nas missas votivas do Espírito Santo;
- Verde: usado somente no Tempo Comum;
- Róseo ou Rosa: usado somente nos Domingos da Alegria, que são o Gaudete (3ºDomingo do Advento) e o Laetare (4º Domingo da Quaresma);
- Roxa: usado somente nos tempos do Advento e da Quaresma, também nas missas dos fiéis defuntos;
- Azul: nas memórias de Nossa Senhora;
- Preta: nas exéquias e funerais.

## Igreja Presbiteriana, Comunhão Anglicana e Igreja Luterana

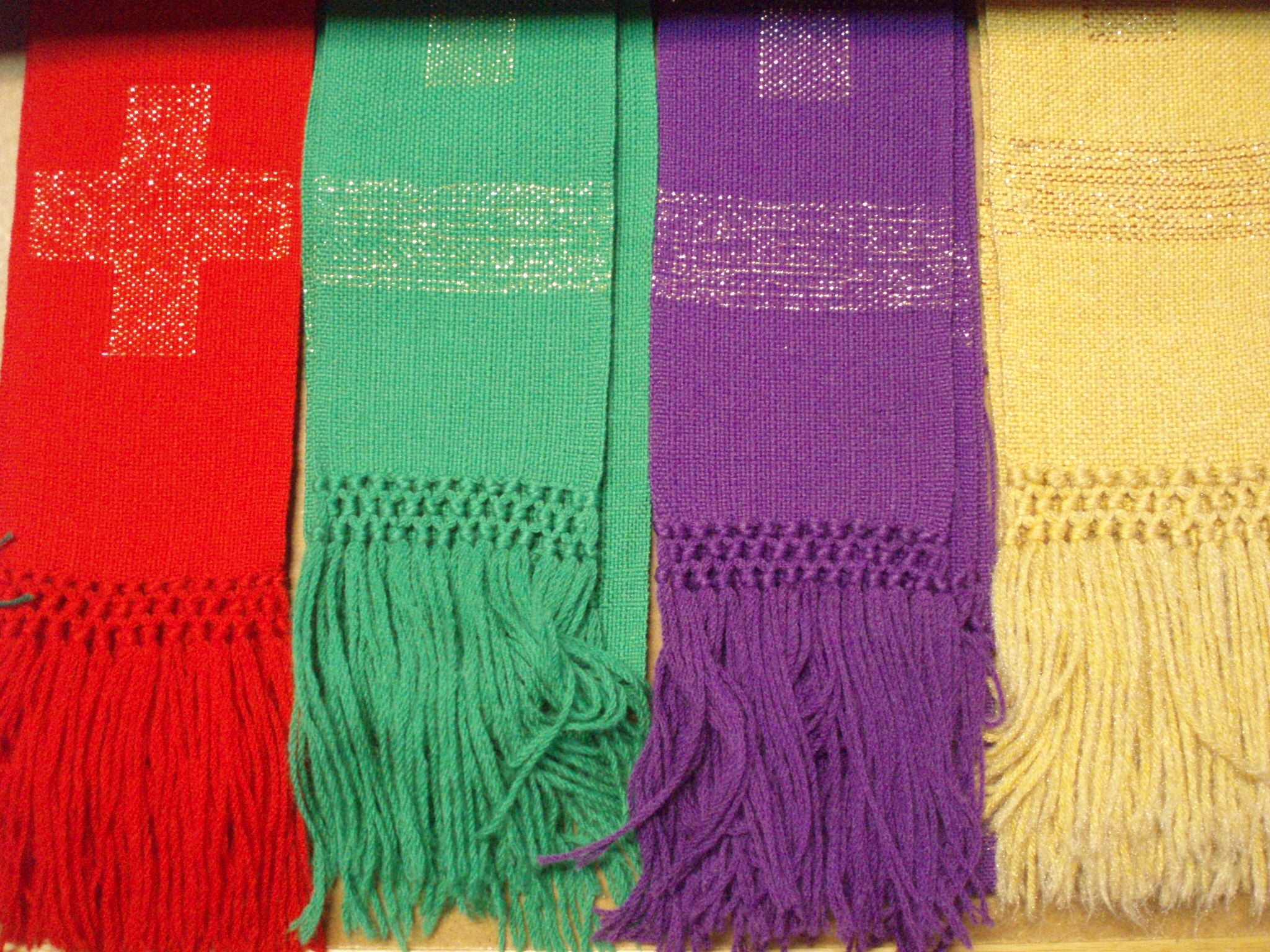
Estolas ocidentais tecidas com um design moderno em diferentes cores litúrgicas.

Na Comunhão Anglicana, na Igreja luterana e na Igreja presbiteriana , as cores primárias são as mesmas (roxo, vermelho, azul, branco e preto), o azul muitas vezes substituindo o roxo do Advento, e vermelho sendo usado para o período da Semana Santa. Desde que o vermelho simboliza a presença e o trabalho do Espírito Santo, também é usado na ordenação de um Reverendo ou a instalação ou para uma confirmação. Preto, uma cor comum utilizado pela maioria dos denominações, simbolizando luto, foi usado originalmente para sexta-feira santa e funerais, mas tem sido substituído pelo branco. Em algumas situações, o preto é ainda reservado para funerais em alguns funerais Anglicanos (um exemplo deste último foi para o funeral da Rainha Elizabeth, a "Rainha Mãe"). 
Como regra, o uso anglicano é geralmente idêntico ao Rito Latino, a partir do qual ela deriva. A maioria dos Luteranos usam somente preto para quarta-feira de cinzas e, com uma cortina cruzada para Sexta-Feira Santa. Quase sem exceção, os luteranos nunca mudam a cor de seu tempo determinado (até mesmo para um funeral ou um casamento), lembrando que as nossas alegrias e tristezas se enquadram em nenhuma determinada época da vida. Estas variações podem se o Reverendo ou a igreja reconhece a vida de um mártir, caso em que as cores podem ser mudadas para vermelho ou branco, respectivamente. 
O Cristianismo oriental tende a seguir duas tradições diferentes quando se trata de cores litúrgicas. O sistema mais antigo só leva em conta dois tipos de cores: sombrio e alegre, sem especificar quais são essas cores específicas. Uma tradição mais moderna se baseia na prática ocidental de atribuir cores específicas para dias específicos, mas as indicações são diferentes de lugar para lugar.